# حسین سامی‌راد
حسین سامی‌راد (١٢٨۴ ‌‌بجنورد-١٣۶۵ مشهد) سیاست‌مدار ایرانی بود، که در  دوره بیست و یکم   بعنوان نماینده مشهد در مجلس شورای ملی حضور داشت.

## زندگی
حسین سامی‌راد به سال ١٢٨۴ در بجنورد متولد شد. تحصیلات ابتدایی را در بجنورد و دوره دبیرستان را در دارالفنون تهران در سال ۱۳۰۴ با امتیاز شاگرد اولی به پایان رسانید. از ۱۳۰۴ تا ۱۳۰۷ در دبیرستان ثروت تهران به تدریس مواد ریاضی و طبیعی مشغول بود. 
در سال ۱۳۰۷ برای ادامه تحصیلات عازم ‌‌فرانسه شد. پس از اتمام دوره دانشکده پزشکی در پاریس و احراز تخصص بیماریهای کودکان، در سال ۱۳۱۴ به میهن بازگشت و پس از انجام خدمت سربازی، در سال ۱۳۱۶ از طرف وزارت بهداری جهت پایه گذاری بهداری استان نهم اعزام و پس از مدتی به ریاست بهداری منصوب شد.
‎در زمان جنگ و چندین سال بعد از آن ریاست بیمارستان امام رضا را عهده دار بود و در توسعه و تکمیل بیمارستان خدمات شایانی انجام داد.
‎از سال ۱۳۱۹ با همکاری عده‌ای از اساتید مشهد و همکاران دانشگاه تهران آموزشگاه عالی بهداری را پایه گذاری کرد و تدریس فیزیولوژی و بیماریهای کودکان را نیز عهده‌دار بود.
‎
در سال ۱۳۲۸ دانشکده پزشکی مشهد افتتاح و او استاد و رئیس این دانشکده تا سال ۱۳۳۱ بود. 
‎دکتر سامی‌راد علاوه بر مدیریت دانشگاه و تدریس، مدتی رئیس هلال احمر مشهد بود. او همچنین موسس بیمارستان دویست تختخوابی مشهد و درمانگاه رازی و رئیس انجمن حمایت جذامیان مشهد بود. 
حسین سامی‌راد سرانجام در شهریور ماه ۱۳۶۵ در مشهد درگذشت و در حرم علی بن موسی در دارالعزه مدفون گردید.